# Melanolophia rufimontis
Melanolophia rufimontis là một loài bướm đêm trong họ Geometridae.